# Ojus (Florida)
Ojus es un lugar designado por el censo ubicado en el condado de Miami-Dade en el estado estadounidense de Florida. En el Censo de 2010 tenía una población de 18.036 habitantes y una densidad poblacional de 2.201,62 personas por km².

## Geografía
Ojus se encuentra ubicado en las coordenadas 25°57′22″N 80°10′1″O / 25.95611, -80.16694. Según la Oficina del Censo de los Estados Unidos, Ojus tiene una superficie total de 8.19 km², de la cual 6.85 km² corresponden a tierra firme y (16.35%) 1.34 km² es agua.

## Demografía
Según el censo de 2010, había 18.036 personas residiendo en Ojus. La densidad de población era de 2.201,62 hab./km². De los 18.036 habitantes, Ojus estaba compuesto por el 81.22% blancos, el 10.1% eran afroamericanos, el 0.13% eran amerindios, el 2.07% eran asiáticos, el 0.05% eran isleños del Pacífico, el 3.57% eran de otras razas y el 2.86% pertenecían a dos o más razas. Del total de la población el 44.24% eran hispanos o latinos de cualquier raza.